# 1282년

## 연호
- 원(元) 지원(至元) 19년
- 일본(日本) 고안(弘安) 5년
- 쩐 왕조(陳朝) 티에우바오(紹寶) 4년

## 기년
- 원(元) 세조(世祖) 23년
- 고려(高麗) 충렬왕(忠烈王) 8년
- 쩐 왕조(陳朝) 인종(仁宗) 4년

## 사건
- 11월 9일 - 교황 마르티노 4세가 아라곤의 피터 4세를 파문하다.
- 나폴리 왕국이 시칠리아 왕국에서 분리되다.

## 탄생
- 신성로마제국의 루트비히 4세, 신성 로마 제국 황제
- 우즈베크 칸, 킵차크 칸국과 청장한국의 칸

## 사망
12월 11일-비잔티움 제국의 미하일 8세